# Roskovec
Roskovec (albanisch auch Roskoveci) ist eine Kleinstadt in Albanien. Die Stadt liegt zwischen Fier und Berat im Kreis Fier und hat 4078 Einwohner (Volkszählung 2023).
2015 wurden auch die drei umliegenden Gemeinden Kuman (westlich), Kurjan (südöstlich) und Struma (östlich) eingemeindet. Diese alten Gemeinden bilden seither die Njësitë administrative (Verwaltungseinheiten) der Bashkia Roskovec. Die neue Gemeinde (bashkia) hat 16.332 Einwohner (Volkszählung 2023). Von 2011 bis 2023 ist Bevölkerung des Gebiets der Gemeinde um einen Viertel geschrumpft. Dieser Rückgang ist typisch für abgeschiedene, strukturschwache Gebiete Albaniens.
| Name     | Einwohner 2023 | Einwohner 2011 |
| -------- | -------------- | -------------- |
| Kuman    | 4154           | 5611           |
| Kurjan   | 2416           | 3618           |
| Roskovec | 4078           | 4975           |
| Struma   | 5684           | 7538           |
| Total    | 16.332         | 21.742         |

Roskovec liegt am Rande der Myzeqe-Ebene einige Kilometer südlich vom Fluss Seman, dem größten Fluss Mittelalbaniens. Gegen Süden und Osten wird das Gelände hügelig und steigt allmählich in die Berge Südalbaniens an. Zwischen Roskovec und Kurjan wurde in den Jahren 1958–1962 ein großes Wasserreservoir zur Bewässerung (Ujëmbledhësi i Kurjanit) angelegt. Der See mit einem Fassungsvermögen von 30 Millionen Kubikmetern ist eines der größten Reservoirs Albaniens.
Die meisten Einwohner des von der Landwirtschaft dominierten Ortes stammen aus der näheren Umgebung. Unter ihnen gibt es Muslime und orthodoxe Christen. Nordwestlich von Roskovec beim Dorf Marinëz wird Erdöl gefördert.
Der Name Roskovec kommt aus der bulgarischen Sprache. Das Dorf entwickelte sich in der ersten Hälfte des 19. Jahrhunderts zu einem kleinen regionalen Verwaltungszentrum und Militärstützpunkt. Der Ort war als Markt von Frashër bekannt. Im Jahr 1927 wurden in Roskovec 199 ausschließlich muslimische Bewohner verzeichnet, die ganze Gemeinde Roskovec, die zur Unterpräfektur Berat gehörte, hatte 9438 Einwohner, davon waren rund 1000 orthodox.
Am 2. Mai 2009 wurde in Roskovec der albanische Oppositionspolitiker Fatmir Xhindi ermordet.